# Royal Victoria (Docklands Light Railway)
Royal Victoria è una stazione della Docklands Light Railway (DLR) nell'est di Londra. Venne aperta il 28 marzo 1994 ed ha preso il nome dal vicino Royal Victoria Dock.
Si trova sulla diramazione Beckton ed è nella Travelcard Zone 3.
La North London Line della National Rail correva parallelamente al tracciato della DLR tra le stazioni di Canning Town e Custom House fino a quando la sezione da Stratford a North Woolwich non venne chiusa il 9 dicembre 2006. Il suo tracciato passava per le piattaforme della DLR.
Il 1º giugno 2009 la diramazione di Beckton è stata dirottata su un nuovo cavalcavia, che attraversa il ramo di Woolwich e quello per Stratford International. Il cavalcavia è stato costruito come parte del progetto di potenziamento della capacità di 3 carrozze per servire la stazione DLR ad alto livello di Canning Town. È lungo 330 metri ed è formato da un numero di diverse strutture collegate da un getto continuo in cemento armato "in situ". Inoltre, consente ai servizi DLR da Canning Town verso Woolwich e Beckton di discostarsi da qualsiasi piattaforma DLR in direzione est.